# Anneau inclinable

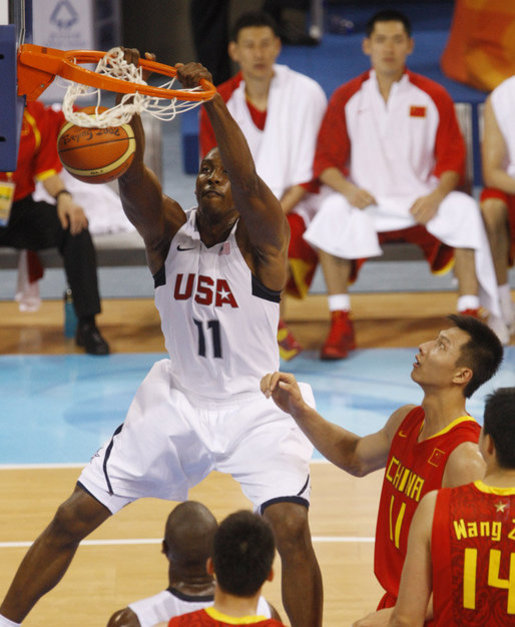
L'anneau s'incline sous l'effet d'un dunk de Dwight Howard.

Un anneau inclinable (en anglais : breakaway rim) est un équipement sportif utilisé dans la pratique du basket-ball. Fixé au panneau, il constitue l'élément principal du panier. Sa particularité par rapport aux anneaux classiques est de pouvoir s'incliner lorsqu'un joueur s'y accroche pour réaliser un dunk. Il revient en position initiale dès que le joueur le lâche. 
Inventé dans les années 1970, il permet de minimiser les risques de destruction du panier lors d'un dunk et diminuer le nombre de blessures au poignet. Toutes les salles accueillant des matchs professionnels en sont aujourd'hui équipées.

## Histoire
Durant les premières décennies d'existence du basket-ball, le fait de dunker était mal considéré et peu utilisé hors des entrainements. En outre, un panneau brisé ou tordu pouvait retarder la poursuite du match pendant plusieurs heures. Durant les années 1970, des joueurs de l'American Basketball Association (ABA) comme Julius Erving ou David Thompson ont popularisé le dunk grâce à leurs sauts spectaculaires vers le panier, ce qui entraina une hausse de la demande d'anneaux inclinables. 
Plusieurs personnes revendiquent l'invention de l'anneau inclinable, mais c'est Arthur Ehrat que le centre d'études sur les inventions et les innovations de la Smithsonian Institution crédite comme inventeur officiel. Originaire de Lowder, dans l'Illinois, Ehrat travailla dans un silo à grain durant presque toute sa vie et ne connaissait quasiment rien au basket-ball. En 1975, son neveu, entraîneur assistant à l'université de Saint-Louis, l'aida à mettre au point un anneau qui pourrait supporter les dunks. Utilisant un ressort de motoculteur John Deere, il créa un anneau pouvant s'incliner puis revenir en position initiale après avoir supporté un poids correspondant à 57 kilos. Il le nomma « Le Rebondeur » et déposa un brevet en 1982, officiellement nommé (en) deformation-preventing swingable mount for basketball goals – « montage pour buts de basket-ball, inclinable et évitant les déformations ».
L'anneau inclinable a été utilisé pour la première fois lors du Final Four du championnat NCAA en 1978 à Saint-Louis (Missouri). Bien que Darryl Dawkins détruisit deux panneaux en 1979, l'anneau fixe perdura en NBA jusqu'à la saison 1981-82, après laquelle l'anneau inclinable fut installé sur tous les paniers.